# Marcelo (sobrino de Augusto)
Marco Claudio Marcelo  (42-23 a. C.) fue aristócrata romano del siglo I a. C. miembro de la dinastía Julio-Claudia.

## Familia
Era hijo de Octavia la Menor, hermana de Augusto, y de Cayo Claudio Marcelo, miembro de los Claudios Marcelos, una rama familiar plebeya de la gens Claudia.

## Carrera pública
Desde muy joven acompañó a su tío en los actos públicos y fue designado su primer sucesor, por delante de otros aspirantes, como Marco Vipsanio Agripa.
En 25 a. C. se casó con su prima, Julia la Mayor, la única hija de Augusto, nacida de su segunda mujer, Escribonia. Elegido edil curul en 23 a. C., ofreció unos grandiosos juegos en Roma, pero poco después enfermó y no pudo recuperarse. Quizá sufrió una intoxicación o un envenenamiento. Existieron rumores infundados, divulgados por el historiador Tácito, de una muerte provocada por Livia Drusila, la tercera esposa de Augusto, que ambicionaba, según este autor, la sucesión para su estirpe aunque fuera a base de muerte.
Inmediatamente tras su muerte, Agripa volvió de Oriente, donde estaba actuando como legado, se casó con la viuda Julia y se convirtió en una especie de asociado del emperador y guardián de la sucesión.
El teatro de Marcelo, edificado por su tío, lleva tal nombre en su honor.